# 维尼 (猫)
维尼（英语：Winnie）是指2005年在荷兰费吕沃地区出现的神秘大型猫科动物。

## 目击
2005年6月，荷兰海尔德兰省埃德的哈斯坎普（Harskamp）与韦克罗姆（Wekerom）警方接到数起“美洲狮”的目击报告，据说目击地点发现了野兽留下的痕迹。警方随后展开搜索行动并关闭了Ginkelse Heide大部分地区，因为警方认为美洲狮可能会对费吕沃的人们造成威胁。然而，警方并未发现有美洲狮出没的迹象。动物福利组织Pantera foundation展开了额外的搜索，但并未有新发现，尽管9月份费吕沃再度出现了目击。

## 解释
2005年9月21日，生物学家格里特·詹森（Gerrit Jansen）对野生动物摄影师Otto Faulhaber拍摄的照片进行分析后认为，维尼并非是美洲狮，而是一只歐洲野貓与家猫杂交，其体型是家猫的1.5倍。